# Eskiyürük, Aydıncık
Eskiyürük là một xã thuộc huyện Aydıncık, tỉnh Mersin, Thổ Nhĩ Kỳ. Dân số thời điểm năm 2011 là 570 người.